# Aurore Holmberg
Aurore Wilhelmina Elisabeth Holmberg, född 1 januari 1860 i Nyköping, död 26 maj 1945, var en svensk lärare och den första ordinarie kvinnliga läraren vid Högre allmänna läroverket i Nyköping.

## Biografi
Aurore Holmberg var dotter till specerihandlare Carl Gustaf Holmberg (1820-1874) från Halla och hans hustru Sofia Wilhelmina Wahlstedt (1831-1902), född i Västertälje. Hon hade en äldre bror, Gustaf Fredrik Holmberg (1857-1939). Deras far ägde en handelsgård i Nyköping.
Som teckningslärarinna vikarierade hon tidigt vid Nyköpings högre allmänna läroverk. Senare vidareutbildade hon sig till lärare vid Tekniska skolan i Stockholm innan hon arbetade i Västervik under en kortare tid. Under tidigt 1890-talet återvände hon till Nyköping och tillträdde 1893 tjänsten som första ordinarie kvinnliga lärare vid Högre allmänna läroverket. Där och på flickskolan undervisade hon i teckning och välskrivning. Hon arbetade som lärare på skolan fram till sin pensionering 1921. Fram till sin död bodde han tillsammans med sin bror i föräldrahemmet på Östra Storgatan i Nyköping.
Hon engagerade sig aktivt i Nyköpings kulturliv och för djurskydd och homeopati. Bland annat testamenterade hon en majoritet av sin kvarlåtenskap till en fond med syfte att hjälpa fattiga ståndspersoner. Dessutom donerades 5000 kronor till Södermanlands museum efter hennes död.

## Eftermäle
Aurore Holmbergs privata arkiv förvaras på Sörmlands museum. Sedan 2014 är en gata uppkallad efter henne vid Nyköpings högstadium, Aurore Holmbergs väg.